# Helligåndskirken (Flensborg)
 For alternative betydninger, se Helligåndskirken. (Se også artikler, som begynder med Helligåndskirken)
Helligåndskirken er den danske kirke i Storegade i Flensborgs centrum. Kirken blev bygget i 1386. Den var i middelalderen nabo til Helligåndshospitalet fra 1200-tallet.
Kirken hed egentlig Laurentiuskirke til den Hellige Ånd. Dens bygherre var Sønke Kyyl. Han skænkede kirken til kalandet, som var en forening af katolske præster i byen. Det er dokumenteret, at også dronning Margrete 1. har været indskrevet medlem af kalandet . Helligåndskirken var altså både kalandets kirke og kirke for brødrene og patienterne i Helligåndshospitalet.
Kirkens hovedskib adskilles fra et lavere sideskib af flere runde murpiller. På muren over pillerne findes kalkmalerier i sengotisk stil. Ved indgangen hænger det ridderkors, flensborgeren Jacob Plaetner modtog som tak for sin indsats ved at hjælpe de faldne danske soldater efter Slaget ved Sankelmark i 1864. Hovedgavlen ud mod gågaden blev 1718/19 forsynet med den nuværende volutgavl med et sanstensrelief med Kong Frederiks 4. spejlmonogram. Tagrytteren blev tilføjet i 1761.
Kirkens barokalter er fra 1719. Alteret bærer indskriften Gud til ære og kirken til pryd. Kirken havde allerede i 1602 fået en værdifuld prædikestol. Prædikestolen blev i 1906 fjernet fra Helligåndskirken og anbragt i den nyopførte tyske kirke i Jørgensby på den anden side af havnen. Samtlige forsøg på at få prædikestolen tilbage er hidtil mislykket. Kirkens to kirkeskibe Tordenskjold og Dania stammer fra 1800-tallet. Skulpturen Babelstårnet / Pinseporten af Bjørn Nørgaard er fra 2013.
Der er ingen kirkegård ved Helligåndskirken, men der er enkelte begravelser inde i kirken, blandt andet af præsten Thomas Atzersen fra Stenbjerg i Angel. Menighedshuset ligger få meter fra kirken i Toosbüygade. Fra 1971 til 73 blev kirken restaureret og fik et nyt orgel.
De kirkelige handlinger er foregået på dansk uafbrudt siden 1588. Kirken er nu sognekirke for en af de fem danske menigheder i Flensborg. Menigheden tilhører Dansk Kirke i Sydslesvig. 

## Galleri
- Kirkens indre
- Alteret fra 1719
- Prædikestolen
- Kirkeskibet
- Trædøbefonten fra 1851
- Sidegangen